# San hô nước sâu

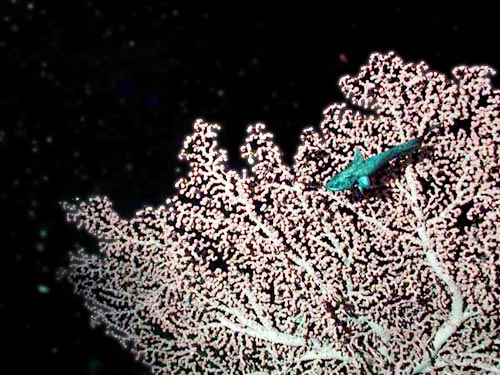
San hô nước sâu Paragorgia arborea và cá Coryphaenoides ở độ sâu 1255 m trên Davidson Seamount

Sinh cảnh của san hô nước sâu, còn được gọi là san hô nước lạnh, mở rộng đến những phần sâu hơn, tối hơn của đại dương so với san hô nhiệt đới, từ gần bề mặt đến vực thẳm, vượt quá 2.000 mét (6.600 ft) nơi nhiệt độ nước có thể lạnh đến 4 °C (39 °F). San hô nước sâu thuộc bộ Phylum Cnidaria và thường là san hô đá, nhưng cũng có cả san hô đen, san hô sừng và san hô mềm bao gồm cả Gorgonian (quạt biển). Giống như san hô nhiệt đới, chúng cung cấp môi trường sống cho các loài khác, nhưng san hô nước sâu không cần đến tảo Zooxanthellae để tồn tại.
Trong khi số lượng loài san hô nước sâu gần như bằng với số lượng san hô nước nông thì chỉ một số loài san hô nước sâu phát triển các rạn san hô truyền thống. Thay vào đó, chúng tạo thành các tập hợp được gọi là các mảng, đám, gò, khối, bụi hoặc lùm. Những tập hợp này cũng thường được gọi là "rạn" nhưng lại khác biệt về cấu trúc và chức năng. Rạn san hô biển sâu đôi khi được gọi là "gò", từ này mô tả chính xác hơn bộ xương calci cacbonat lớn bị bỏ lại khi một rạn san hô phát triển và san hô bên dưới chết đi, thay vì là sinh cảnh sống và nơi ẩn náu mà san hô biển sâu cung cấp cho cá và động vật không xương sống. Các gò có thể có hoặc không có các rạn san hô biển sâu sống.
Cáp thông tin liên lạc của tàu ngầm và các phương pháp đánh bắt như lưới kéo đáy có xu hướng làm gãy san hô và phá hủy các rạn san hô. Sinh cảnh nước sâu được chỉ định là một môi trường sống Kế hoạch Hành động Đa dạng Sinh học của Vương quốc Anh.

## Khám phá và nghiên cứu
San hô nước sâu rất bí ẩn vì chúng kiến tạo các rạn san hô của mình ở vùng nước sâu, tối và lạnh ở vĩ độ cao, chẳng hạn như thềm lục địa của Na Uy. Chúng được ngư dân phát hiện lần đầu tiên cách đây khoảng 250 năm và thu hút được sự quan tâm của các nhà khoa học. Các nhà khoa học ban đầu không chắc chắn bằng cách nào mà các rạn san hô duy trì sự sống trong điều kiện dường như cằn cỗi và tối tăm ở các vĩ độ phía bắc. Mãi cho đến thời hiện đại, khi các tàu ngầm mini có người lái lần đầu tiên đạt độ sâu vừa đủ, các nhà khoa học mới bắt đầu tìm hiểu những sinh vật này. Công trình tiên phong của Wilson (1979) đã phát hiện một quần thể ở Porcupine Bank, ngoài khơi Ireland. Video trực tiếp đầu tiên về một rạn san hô nước sâu lớn được thu vào tháng 7 năm 1982, khi Statoil khảo sát một rạn san hô cao 15 mét (49 ft) và rộng 50 mét (160 ft) ở độ sâu 280 mét (920 ft) dưới mực nước biển gần Đảo Fugløy, phía bắc Vòng Cực, ngoài khơi phía bắc Na Uy.
Trong đợt khảo sát rạn Fugloy, Hovland và Mortensen cũng tìm thấy sẹo miệng núi lửa gần rạn san hô dưới đáy biển. Kể từ đó, hàng trăm rạn san hô nước sâu lớn đã được lập bản đồ và nghiên cứu. Khoảng 60 phần trăm các rạn san hô xuất hiện bên cạnh hoặc bên trong các vết sẹo dưới đáy biển. Bởi vì những miệng núi lửa này được hình thành do sự thải ra chất lỏng và chất khí (bao gồm cả mêtan), một số nhà khoa học đưa ra giả thuyết rằng có thể có mối liên hệ giữa sự tồn tại của các rạn san hô nước sâu và sự rò rỉ chất dinh dưỡng (hydrocarbon nhẹ, chẳng hạn như mêtan, etan, và prôpan) xuyên qua đáy biển. Giả thuyết này được gọi là 'lý thuyết thủy lực' cho các rạn san hô nước sâu.
Các quần thể chi Lophelia nuôi sống nhiều sinh vật biển đa dạng, chẳng hạn như bọt biển, giun nhiều tơ, nhuyễn thể, động vật giáp xác, sao biển đuôi rắn, sao biển, cầu gai, động vật hình rêu, nhện biển, cá và nhiều loài động vật có xương sống và không xương sống khác.
Hội nghị chuyên đề quốc tế đầu tiên về san hô nước sâu diễn ra ở Halifax, Canada vào năm 2000. Hội nghị chuyên đề đã xem xét tất cả các khía cạnh của san hô nước sâu, bao gồm cả các phương pháp bảo vệ chúng.

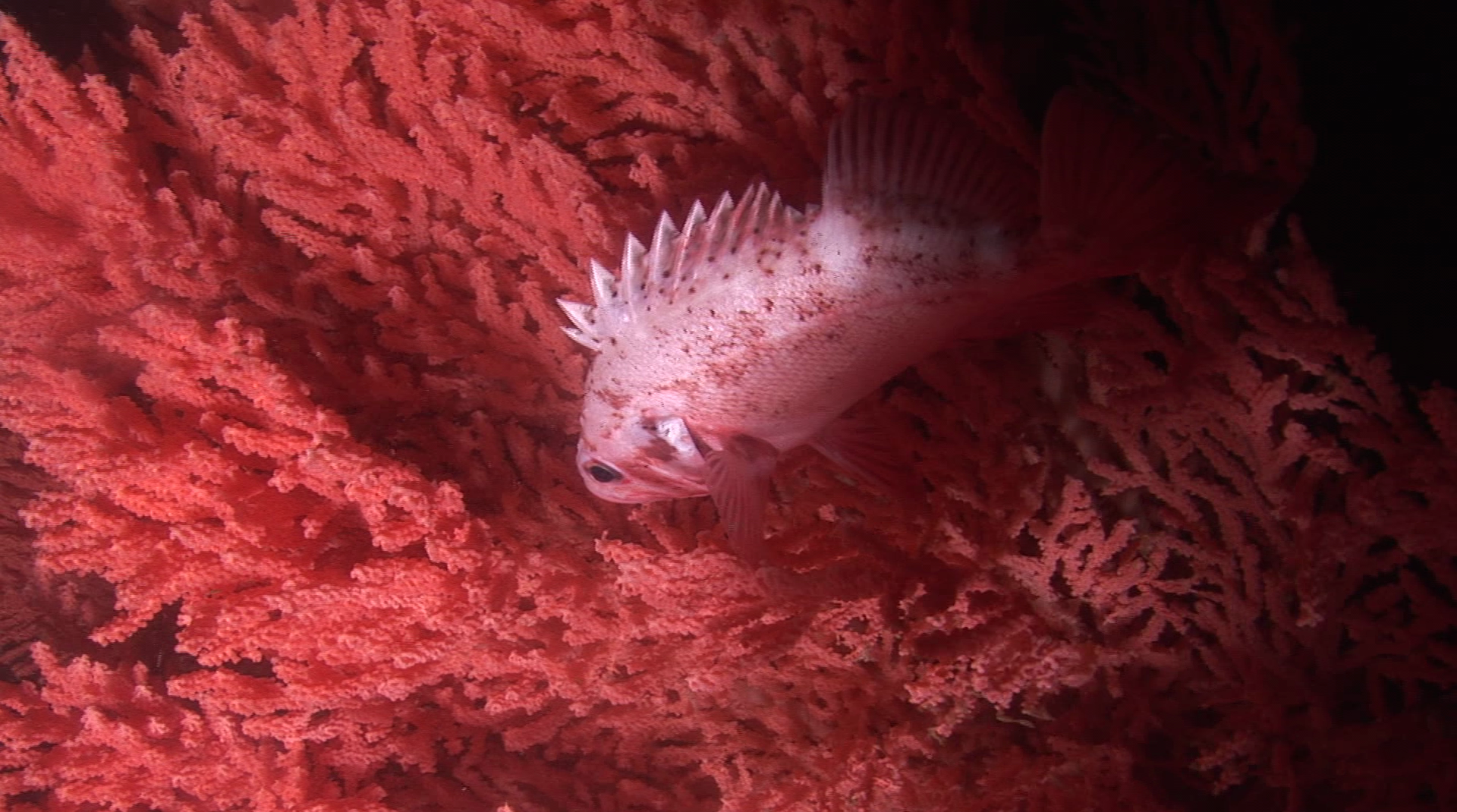
Một con cá mút đá ẩn mình trong san hô cây đỏ (Primnoa pacifica) ở Juan Perez Sound ở Haida Gwaii, British Columbia.

Vào tháng 6 năm 2009, Living Oceans Society dẫn đầu Đoàn thám hiểm Tìm San hô trên bờ biển Thái Bình Dương của Canada để tìm kiếm san hô biển sâu. Sử dụng tàu ngầm một người, một nhóm các nhà khoa học quốc tế đã thực hiện 30 lần lặn xuống độ sâu hơn 500 mét (1.600 ft) và nhìn thấy những khu rừng san hô khổng lồ, những đàn cá lao vút, và một đáy biển trải đầy sao biển đuôi rắn. Trong chuyến thám hiểm, các nhà khoa học đã xác định được 16 loài san hô. Chuyến đi nghiên cứu này là đỉnh cao của 5 năm làm việc nhằm đảm bảo sự bảo vệ của Chính phủ Canada đối với những loài động vật sinh trưởng chậm và sống lâu cung cấp môi trường sống quan trọng cho cá và các sinh vật biển khác này.

## Phân loại

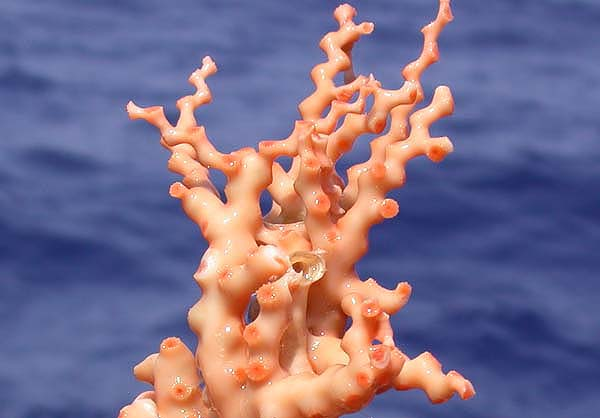
Một mẫu san hô Madrepora oculata, được thu thập ngoài khơi bờ biển Nam Carolina.

San hô là động vật trong ngành Cnidaria và lớp Anthozoa. Lớp Anthozoa được chia thành hai phân lớp Alcyonaria và Zoantharia. Phân lớp Alcyonaria là loại san hô mềm như bút biển. Phân lớp Alcyonaria bao gồm hải quỳ và san hô thân cứng. Phân lớp Alcyonaria có tám phần mở rộng cơ thể trong khi phân lớp Zoantharia có sáu phần. Hầu hết san hô nước sâu là san hô đá.

## Phân bố

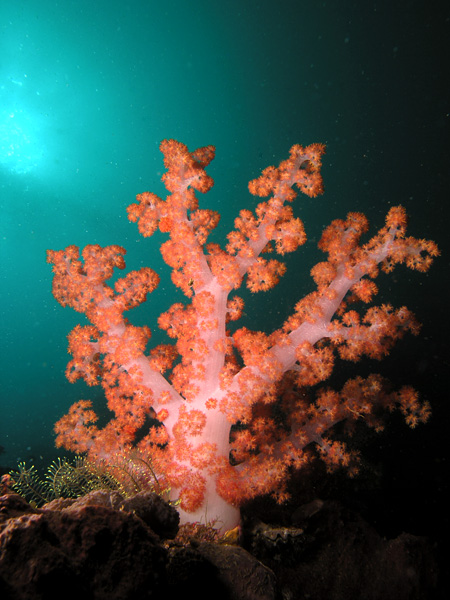
Một loài thuộc phân lớp Alcyonaria mềm

San hô nước sâu phân bố rộng rãi trong các đại dương của Trái Đất, với các rạn/đáy lớn ở phía xa cực Bắc và Nam của Đại Tây Dương, cũng như ở vùng nhiệt đới ở những nơi như bờ biển Florida. Ở bắc Đại Tây Dương, các loài san hô chính góp phần hình thành rạn san hô là Lophelia pertusa, Oculina varicosa, Madrepora oculata, Desmophyllum cristagalli, Enallopsammia rostrata, Solenosmilia variabilis, và Goniocorella dumosa. Bốn chi (Lophelia, Desmophyllum, Solenosmilia và Goniocorella) tạo thành hầu hết các bờ san hô nước sâu ở độ sâu 400–700 mét (1.300–2.300 ft).
Madrepora oculata xuất hiện ở độ sâu tới 2.020 mét (6.630 ft) và là một trong số chục loài xuất hiện trên toàn cầu và ở tất cả các đại dương, bao gồm cả Cận cực (Cairns, 1982). Các quần thể Enallopsammia đóng góp vào bộ khung của các bờ san hô nước sâu được tìm thấy ở độ sâu 600 đến 800 mét (2.000–2.600 ft) ở eo biển Florida (Cairns và Stanley, 1982).

## Tăng trưởng và sinh sản

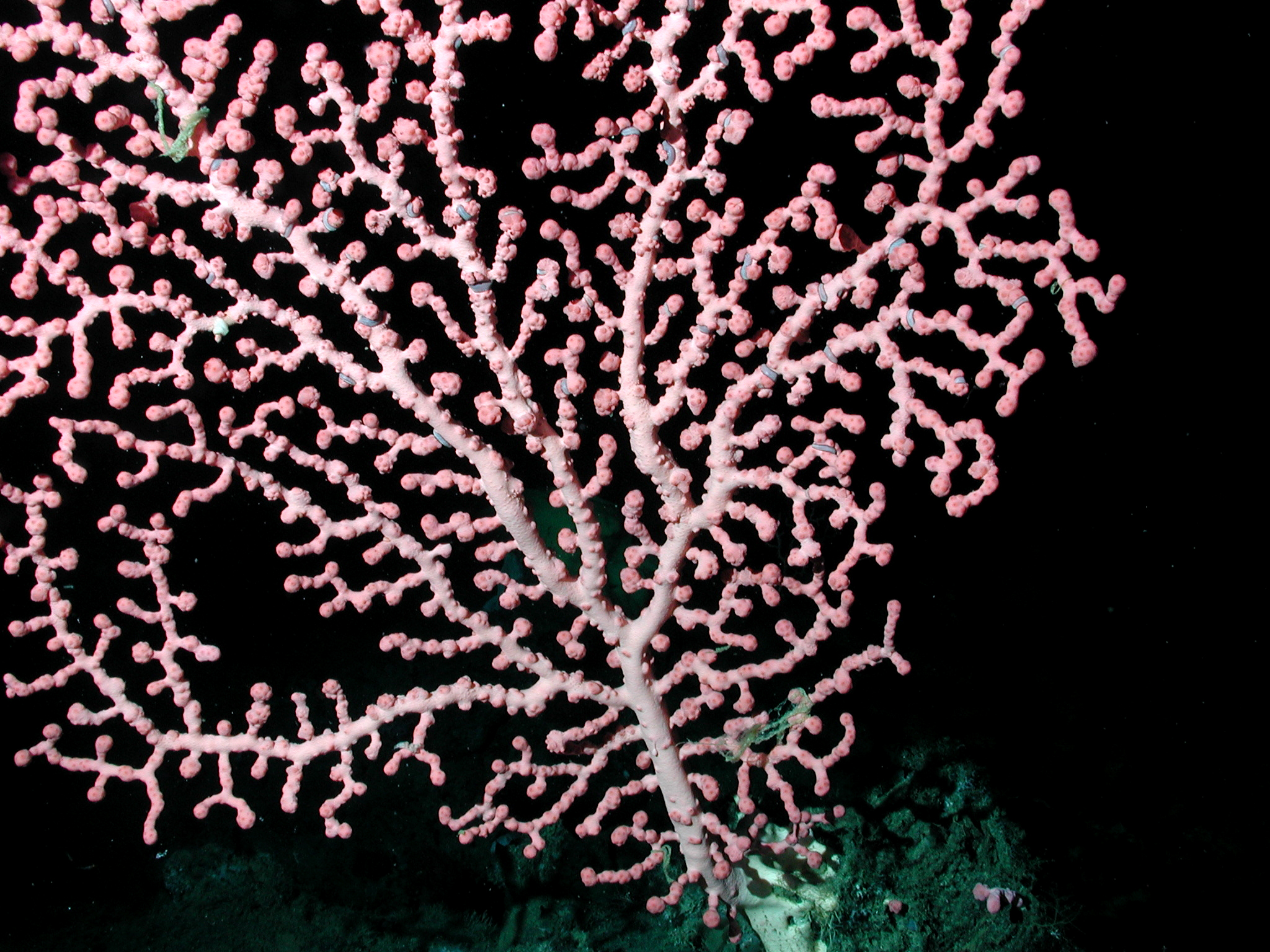
San hô bong bóng (Paragorgia arborea) ở độ sâu 1257 mét (California).

Hầu hết các loài san hô phải bám vào một bề mặt cứng thì mới có thể bắt đầu phát triển nhưng quạt biển cũng có thể sống trên lớp trầm tích mềm. Chúng thường được tìm thấy dọc theo các địa hình dốc ở dưới sâu như núi dưới biển, rãnh, đỉnh chóp và gò, trên bề mặt cứng. San hô ít vận động nên phải sống gần các dòng nước giàu dinh dưỡng. San hô nước sâu ăn động vật phù du và dựa vào các dòng hải lưu để vận chuyển thức ăn tới. Các dòng chảy cũng giúp làm sạch san hô.
San hô nước sâu phát triển chậm hơn san hô nhiệt đới vì không có Zooxanthellae để nuôi dưỡng chúng. Lophelia có phần mở rộng polyp tuyến tính khoảng 5–26 milimét (0,20–1,02 in) mỗi năm. Ngược lại, san hô nước nông phân nhánh như loài Acropora thì có thể vượt quá 10–20 cm/năm. Ước tính tăng trưởng cấu trúc rạn san hô là khoảng 1 milimét (0,039 in) mỗi năm. Các nhà khoa học cũng đã tìm thấy các quần thể Lophelia trên các mỏ dầu ở Biển Bắc. Sử dụng các phương pháp xác định tuổi san hô, các nhà khoa học ước tính rằng một số loài san hô sống ở nước sâu có niên đại ít nhất 10.000 năm.
San hô nước sâu sử dụng nang trâm trên các xúc tu để làm choáng con mồi. San hô nước sâu ăn động vật phù du, động vật giáp xác và thậm chí cả nhuyễn thể.
San hô có thể sinh sản hữu tính hoặc vô tính. Trong sinh sản vô tính (nảy chồi), một polyp phân chia thành hai mảnh giống nhau về mặt di truyền. Sinh sản hữu tính yêu cầu tinh trùng thụ tinh với trứng phát triển thành ấu trùng. Các dòng chảy sau đó phân tán ấu trùng. Sự phát triển bắt đầu khi ấu trùng bám vào chất nền rắn. San hô già/chết cung cấp chất nền tuyệt vời cho sự phát triển này, tạo ra những gò san hô ngày càng cao. Khi sự phát triển mới bao quanh bản gốc, san hô mới chặn cả dòng nước và các chất dinh dưỡng đi kèm, làm suy yếu và cuối cùng giết chết các sinh vật cũ.
Các quần thể Lophelia pertusa riêng lẻ hoàn toàn là con cái hoặc con đực.
Các quần thể san hô nước sâu có kích thước từ nhỏ và đơn độc đến lớn và có cấu trúc phân nhánh như cây. Các quần thể lớn hơn nuôi sống nhiều dạng sống, trong khi đó các khu vực lân cận có ít hơn nhiều. Loài Paragorgia arborea có thể phát triển vượt quá ba mét. Tuy nhiên, ít người biết về sinh học cơ bản của chúng, bao gồm cách chúng kiếm ăn, phương pháp và thời gian sinh sản của chúng.

## Tầm quan trọng

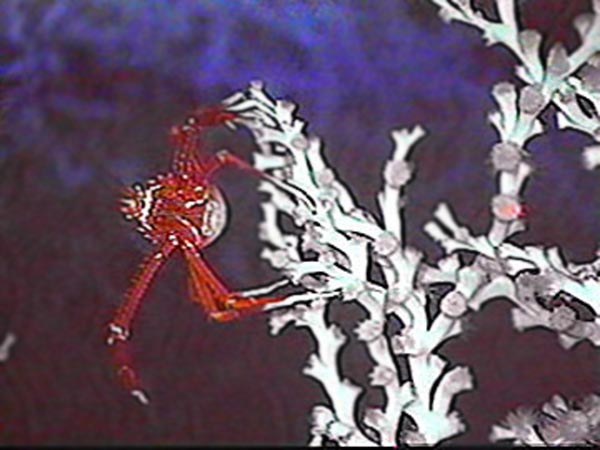
Một con tôm hùm ngồi xổm sống trên rạn san hô Lophelia

San hô nước sâu cùng với các sinh vật hình thành sinh cảnh khác tạo nên một hệ động vật phong phú gồm các sinh vật có mối liên hệ với nhau. Rạn san hô Lophelia có thể là nơi sinh sống của 1.300 loài cá và động vật không xương sống. Nhiều loài cá tập hợp trên các rạn san hô nước sâu. San hô nước sâu, bọt biển và các động vật hình thành môi trường sống khác giúp bảo vệ các loài trú trong đó khỏi dòng chảy và động vật ăn thịt, là vườn ươm cá con và là khu vực kiếm ăn, sinh sản và lớn lên của nhiều loài cá và động vật có vỏ. Cá đá, cá thu Atka, cá minh thái Alaska, cá tuyết Thái Bình Dương, cá bơn Thái Bình Dương, cá than, cá thân bẹt, cua và các loài quan trọng về kinh tế khác ở Bắc Thái Bình Dương sinh sống ở những khu vực này. 80% cá đá được tìm thấy trong một nghiên cứu có liên quan đến san hô cây đỏ. Cá thân bẹt, cá minh thái Alaska và cá tuyết Thái Bình Dương dường như thường được đánh bắt xung quanh san hô mềm. Các đàn cá đỏ cái dày đặc bụng mang nặng con non đã được quan sát thấy trên các rạn san hô Lophelia ngoài khơi Na Uy, cho thấy các rạn san hô này là khu vực sinh sản hoặc ương dưỡng của một số loài. Rạn san hô Oculina là môi trường sinh sản quan trọng của một số loài cá mú, cũng như các loài cá khác.

## Tác động của con người
Tác động chính của con người đối với san hô nước sâu là từ hoạt động đánh bắt dưới nước sâu. Các tàu đánh cá kéo lưới qua đáy đại dương, làm xáo trộn trầm tích, phá vỡ và phá hủy san hô nước sâu. Một phương pháp có hại khác là câu cá bằng dây dài.
Việc thăm dò dầu khí cũng làm tổn hại đến san hô nước sâu. Một nghiên cứu được thực hiện vào năm 2015 cho thấy rằng tổn thương được quan sát thấy trong quần thể ở Hẻm núi Mississippi ở Vịnh Mexico đã tăng từ 4 đến 9% trước khi xảy ra vụ tràn dầu Deepwater Horizon lên 38 đến 50% sau đó (Etnoyer và cộng sự, 2015).
San hô nước sâu phát triển chậm, vì vậy quá trình phục hồi mất nhiều thời gian hơn so với ở vùng nước nông, nơi chất dinh dưỡng và động vật cung cấp thức ăn dồi dào hơn nhiều.
Trong một nghiên cứu từ năm 2001 đến 2003, một nghiên cứu về rạn san hô Lophelia pertusa ở Đại Tây Dương ngoài khơi Canada đã phát hiện ra rằng san hô tại đây thường bị gãy theo những cách không tự nhiên. Và đáy đại dương cho thấy những vết sẹo và những tảng đá bị lật do lưới kéo.
Ngoài các ngoại lực được quản lý này, các rạn san hô nước sâu cũng dễ bị tổn thương bởi các ngoại lực không thể quản lý (ví dụ như axit hóa đại dương) và để bảo vệ các môi sinh này lâu dài thì các phương pháp đánh giá rủi ro tương đối của các áp lực khác nhau đang được thúc đẩy.